# شعار ماليزيا
شعار ماليزيا (بالملايوية: Jata Negara Malaysia)‏ هو شعار ماليزيا. ونظرًا لأن الشعار الماليزي ينحدر من ولايات الملايو المتحدة التي كانت تحت الحكم الاستعماري البريطاني، فإنه يشبه الشعارات الأوروبية.

## التصميم

### القمة
يرمز اللون الأصفر للقمة، والهلال و14 رأسًا للنجمة، إلى النظام الملكي في البلاد. ويمثل الهلال أيضا الإسلام وهو الدين الرسمي في حين تمثل النجمة الثلاثة عشر ولاية التي تكون ماليزيا.
في الأصل، كانت النجمة ذات أربعة عشر رأساً تمثل الولايات الأربع عشرة الأصلية لماليزيا، والتي تضمنت سنغافورة. ولم تغير عدد الرؤوس عندما غادرت سنغافورة الاتحاد في عام 1965.

### الدرع
يحتوي الجزء العلوي من الدرع على خمسة كريسات على خلفية حمراء، تمثل خمس ولايات ملايو التي لم تكن مستقلة، جوهور، ترغكانو، كلنتن، قدح، وبرليس. ما تبقى من الدرع، وتنقسم الدرع إلى أربعة أقسام (طولية):
- في القسم اليسار يوجد نخيل بينانج جنبًا إلى جنب مع جسر بينانق، ويمثل بينانق
- وفي الوسط العلوي للدرع، توجد ألوان الولايات الماليزية المكونة للإتحاد مرتبة من اليسار إلى اليمين. يمثل الأحمر والأسود والأصفر نكري سمبيان؛ الأسود والأبيض فهج؛ الأسود والأبيض والأصفر فيرق؛ والأحمر والأصفر سلاغور.
- وفي منتصف الدرع السفلي، هناك ثلاثة أقسام تمثل سابقًا الولايات الجديدة (في عام 1963) وهي صباح وسنغافورة وسراوق. ومنذ عام 1965، استبدل قسم سنغافورة بزهرة الكركديه الوطنية.
- وفي القسم اليمين توجد شجرة «ملقا» التي تمثل ملقا

### الدعامات
يعتبر النمران اللذان يدعمان الدرع  رمزاً  تقليدياً لمليزيا. وتم الاحتفاظ بهما في الشعارات السابقة لاتحاد ولايات الملايو، واتحاد مالايا.  حيث يرمزان إلى القوة والشجاعة.

### الشعار الوطني
ويتكون الشعار الوطني من لافتة مع عبارة «الوحدة هي القوة»  باللغتين الملايوية والجاوية بالأبجدية الاتينية.

## التاريخ

### اتحاد الملايو والاتحاد الماليزي
ترجع أصول شعار ماليزيا إلى تشكيل اتحاد ولايات الملايو  في ظل الحكم الاستعماري للمملكة المتحدة. بالتزامن مع إنشاء علم ولايات الملايو الموحدة في عام 1895، واعتمد
الشعار وظل مستخدمًا حتى عام 1895 حتى تشكيل اتحاد مالايا في عام 1948.
وتضمن الشعار، درعًا ونمورًا، وتاجًا، يمثل السلطنات الأربع. وكان تصميم الدرع أبسط بكثير؛ نظرًا لأن ولايات الملايو تتكون من أربع ولايات فقط، فإن الدرع يشمل أربع أقسام تمثل أعلام الولايات الأربعة. وكان الشعار مكتوبًا في الأصل باللغة الجاوية باسم " Dipelihara Allah " (في ظل حماية الله ) محاطًا بنجمتين ذات ثمانية الرؤوس.

شعار اتحاد مالايا (1948–1963)

### اتحاد مالايا
وأدى تأسيس اتحاد الملايا عام 1948 إلى إعادة تصميم الشعار. وكان من بين التغييرات تمثيل إحدى عشر ولاية على الدرع (حيث تمت إضافة أقسام جديدة تحتوي على أعلام الولايات الجديدة بجانب الألوان الأصلية)، واستبدال التاج بهلال أصفر و 11 رأس لنجمة (تمثل 11 ولاية التي يتكون منها اتحاد مالايا ). كما استبدل الشعار الأصلي بـ «الوحدة قوة» باللغتين الإنجليزية واللغة الملايوية.

### ماليزيا
عدل الشعار بعد تشكيل ماليزيا، مع قبول سنغافورة وسراوق وصباح في عام 1963. وأدى العدد المتزايد من الولايات إلى تعديل الشعار لضم الولايات الثلاثة الجدد بتوسيع الدرع. وأعيد تصميم النمور لتتخذ أوضاع أطراف مختلفة، كما تم إجراء تعديلات طفيفة على مظهر الراية وطول الهلال وعدلت النجمة ذات الـ 11 رأس لتشمل 14 رأساً. واستبدل الشعار الإنجليزي باللغة الملايو.
عدلت بعض الرموز لإزالة الرموز الاستعمارية والرموز غير الإسلامية الأخرى. بينما بقيت رموز أخرى. واستبدل ريش أمير ويلز في ولاية بينانج، عن طريق استبدال الريش أولاً بنخيل بينانج، ثم بعد ذلك، ثم استبدال الريش بجسر بينانج.

وبعد طرد سنغافورة من الاتحاد في عام 1965، أعيد تصميم الشعار مرة أخرى. وفي عام 1988، استبدل علم سراوق، أظهرت النسخة الحديثة من الشعار النمور بشكل أكثر واقعية وعدوانية.

شعار ماليزيا في الفترة بين 1963-1965، مع إضافة ثلاث ولايات جديدة: صباح، سنغافورة وسراوق
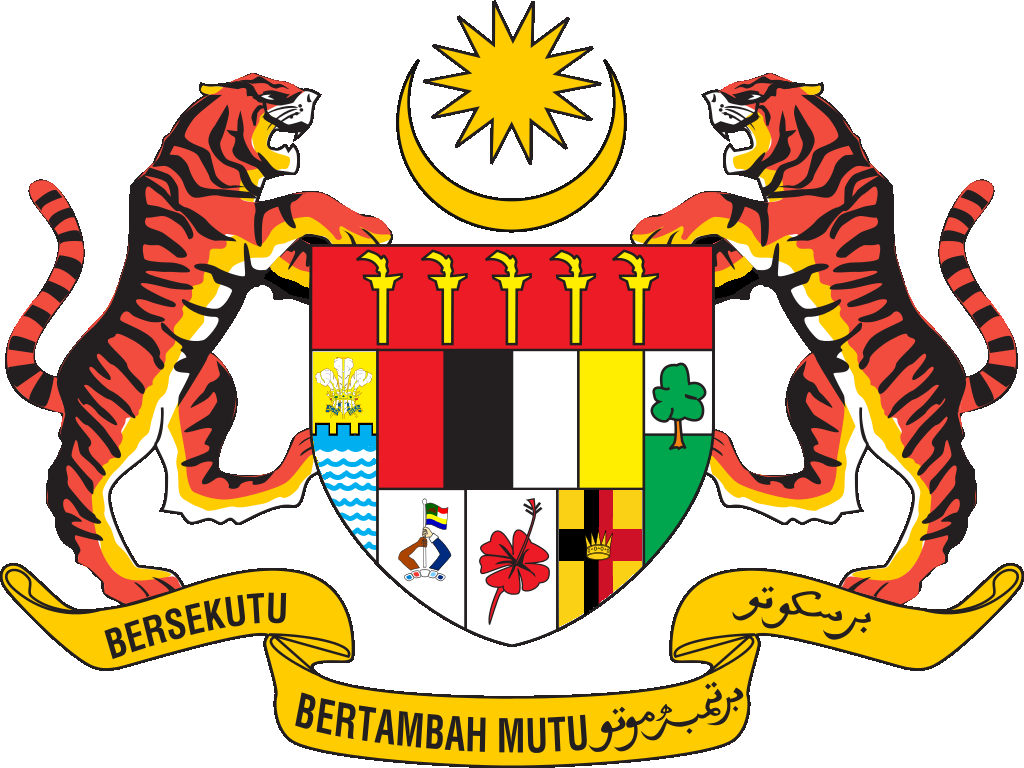
شعار ماليزيا  في الفترة بين 1965-1975، بعد طرد سنغافورة من الاتحاد.
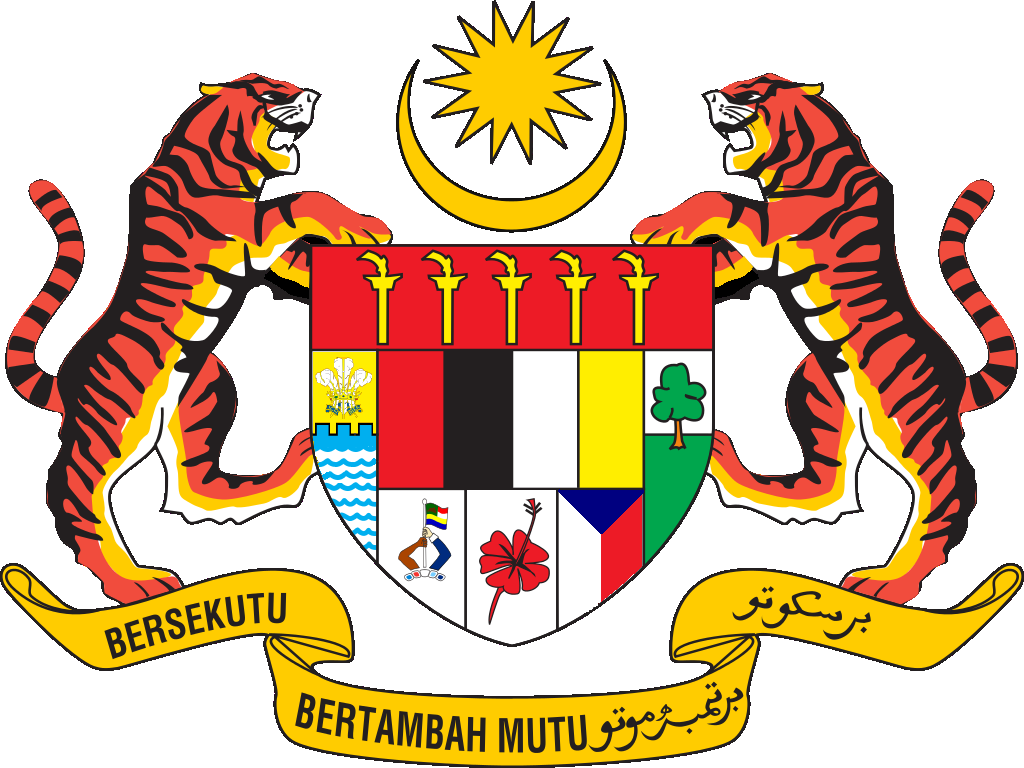
شعار ماليزيا الذي استخدم من عام 1975 إلى عام 1988. ولقد غيرت ساراواك العلم الخاص بها ثم غيرته مرة أخرى بسبب تشابهه مع علم جمهورية التشيك.